# Academia de Științe Agricole și Silvice „Gheorghe Ionescu-Șișești”
Academia de Științe Agricole și Silvice „Gheorghe Ionescu-Șișești” (A.S.A.S.) este o instituție publică academică ce coordonează activitatea științifică în domeniul agriculturii în România. Academia de Științe Agricole și Silvice are personalitate juridică și funcționează în coordonarea Ministerului Agriculturii, Pădurilor și Dezvoltării Rurale și în colaborare cu Ministerul Educației și Cercetării.

## Istoric
Academia de Științe Agricole și Silvice  este continuatoarea în timp a mai multor organizații profesionale și instituții cu profil agronomic. Astfel, la 31 martie 1913 a înființată prin lege Societatea Națională de Agricultură, asociație profesională ce s-a transformat ulterior, pe 22 mai 1941, prin votul Adunării generale, într-o instituție cu caracter academic numită Academia de Agricultură din România. Această transformare, dorită de o mare parte a membrilor Societății Naționale de Agricultură dar și de Uniunea Sindicatelor Agricole, a fost sprijinită de Constantin Garoflid și Ion Sichitiu, fost ministru și, respectiv, ministrul de atunci al Agriculturii și Domeniilor. Crearea Academia de Agricultură a fost legiferată prin Decretul - Lege nr. 2295 publicat în Monitorul Oficial No. 190 partea I din 13 august 1941. Câteva luni mai târziu, prin Decretul nr. 1500 publicat în Monitorul Oficial nr. 116 din 21 mai 1942, au fost numiți primii 47 membri titulari, membri fondatori ai noii instituții academice, printre care: Constantin Garoflid (ce a fost ales ca primul președinte al acestei Academii), Gheorghe Ionescu-Șișești, Alexandru Ciucă, Aurelian Pană (aceștia trei fiind aleși ca vice-președinți), Nicolae N. Săulescu (secretar general), Gheorghe K. Constantinescu, Grigore Antipa, Constantin I.C. Brătianu, Nicolae Juvara, Nicolae Lahovary.
Activitatea Academiei a fost întreruptă după 1944, Academia autodizolvându-se. Abia în anul 1962, prin Legea nr. 1 din 1 mai-30 iunie a fost înființat Institutul Central de Cercetări Agricole, o nouă structură care să coordoneze activitatea de cercetare din domeniul agriculturii. După numai șapte ani, în 1969, acesta s-a reorganizat devenind Academia de Științe Agricole și Silvice.

## Organizare
Calitatea de membru al Academiei de Științe Agricole și Silvice este decisă prin votul Adunării Generale. Academia se compune din:
- membri titulari,
- membri corespondenți (maximum 181 membri titulari și corespondenți),
- membri de onoare (maximum 40 membri de onoare români, un număr nelimitat de membri de onoare din străinătate),
- membri asociați (maximum 90).

### Structuri de conducere
Activitatea A.S.A.S. este coordonată de un prezidiu din care fac parte :
- Membrii biroului prezidiului,
- Președinții celor 6 filialelor,
- Președinții celor 9 secții științifice,
- Membrii de drept:

- președintele Academiei din mandatul anterior,
- Ministrul Agriculturii și Dezvoltării Rurale,
- Ministrul Educației, Cercetării, Tineretului și Sportului,
- Președintele Autorității Naționale pentru Cercetare Științifică,
- Ministrul Mediului și Pădurilor,
- Rectorii universităților de științe agricole și medicină veterinară și
- Reprezentantul organizațiilor profesionale ale producătorilor și procesatorilor din agricultură și silvicultură.

### Filiale
Academia de Științe Agricole și Silvice are șase filiale: Brașov, București, Cluj-Napoca, Craiova, Iași și Timișoara.

### Secții științifice
- Secția de Știință a solului, îmbunătățiri funciare și protecție a mediului
- Secția de Cultura plantelor de câmp,
- Secția de Horticultură,
- Secția de Zootehnie,
- Secția de Medicină veterinară,
- Secția de Industrie alimentară,
- Secția de Mecanizare,
- Secția de Economie agrară și dezvoltare rurală,
- Secția de Silvicultură

### Structuri de cercetare subordonate
A.S.A.S. are în subordonare două tipuri de structuri de cercetare:
- 14 Institute de cercetare-dezvoltare agricolă, structuri ce pot avea în subordine un număr variabil de stațiuni de cercetare;
- 3 Centre de cercetare-dezvoltare agricolă și o Stațiune de cercetare-dezvoltare agricolă, structuri independente ce nu depind de un Institut de cercetare.

Aceste structuri sunt independente din punct de vedere financiar, obținând venituri din trei surse principale :
- contracte de cercetare-dezvoltare,
- redevențe din creații biologice sau servicii,
- valorificarea produselor agricole obținute în sectoarele de dezvoltare.